# Ród Ornano
Ród Ornano (d’Ornano) – jeden z najstarszych i najznamienitszych rodów feudalnych Korsyki.
Nazwisko wziął od posiadłości feudalnej w pobliżu Ajaccio, która była we władaniu rodu już w XIII stuleciu. Według legendy rodowej wywodzi się od jednego z dowódców oddziałów papieskich, naturalnego syna księcia Ugo Colonna, któremu papież Leon III dał zadanie uwolnienia Korsyki od Saracenów. Ów pierwszy Ornano miał po wygnaniu muzułmanów otrzymać tę wyspę jako lenno od Karola Wielkiego z tytułem suwerennego hrabiego.
W ciągu stuleci potomkowie rodu d’Ornano byli diukami Mittiliano i książętami Montlaur i Cistria i spokrewnili się z rodami panującymi Paleologów, Lotaryngii, Bragança, Aragonii, Bawarii i Bonapartów.
Z rodziny pochodzili trzej marszałkowie Francji, jeden kardynał i wielu wybitnych wojskowych francuskich i bohaterów walk wyzwoleńczych Korsyki w wojnach z Republiką Genui oraz polityków francuskich. Potomkowie rodu mieszkają dziś we Francji i USA.

## Wybitni członkowie rodu Ornano
- Sampièro Corso (d’Ornano, 1497–1567) – bojownik o niepodległość Korsyki
- Alphonse d’Ornano (syn powyższego, 1548–1610) – marszałek Francji
- Jean-Baptiste d’Ornano, syn powyższego, hrabia Montlaur (1583–1626) – marszałek Francji
- Jan Jean-Baptiste d’Ornano, hrabia (1742–1794) – generał francuski
- Philippe Antoine d’Ornano, hrabia Cesarstwa Francuskiego (1784–1863) – marszałek Francji
- Rodolphe Auguste d’Ornano (1817–1878) – polityk francuski, syn Marii Walewskiej
- Jean Colonna d’Ornano (1895–1941) – oficer francuski w wojskach de Gaulle’a
- Guillaume d’Ornano (1898–1985) – polityk i przemysłowiec francuski
- Michel d’Ornano (1924–1991), polityk francuski
- Hubert d’Ornano (1926–2015) – przemysłowiec francuski, współwłaściciel firmy kosmetycznej Sisley SA